# Pugno di ferro (film 1947)
Pugno di ferro (Killer McCoy) è un film del 1947 diretto da Roy Rowland con Mickey Rooney, Brian Donlevy e Ann Blyth. Remake di The Crowd Roars, film del 1938 la cui storia era firmata da Thomas Lennon, George Bruce e George Oppenheimer.

## Produzione
Le riprese del film, prodotto dalla Metro-Goldwyn-Mayer (MGM) (controlled by Loew's Incorporated), durarono da inizio giugno a fine luglio 1947. Per il sonoro, il direttore di registrazione Douglas Shearer e Bill Edmondson usarono il sistema monofonico Western Electric Sound System.

## Distribuzione
Il copyright del film, richiesto dalla Loew's Inc., fu registrato il 23 ottobre 1947 con il numero LP1284.
Negli Stati Uniti, distribuito dalla Metro-Goldwyn-Mayer, il film uscì nelle sale cinematografiche nel dicembre 1947 con il titolo originale Killer McCoy. Nel 1948, uscì anche in Svezia (23 agosto) e Francia (27 agosto, come Mac Coy aux poings d'or). In Finlandia, fu distribuito il 25 marzo 1949, in Danimarca il 16 maggio 1949 e in Portogallo il 2 maggio 1950.